# Dan Hall (Fußballspieler)
Daniel Peter Olatunji Hall (* 14. Juni 1999 in Melbourne) ist ein australisch-fidschianischer Fußballspieler.

## Karriere
Dan Hall erlernte das Fußballspielen in den Jugendmannschaften von Ra Sports and Social Club, Queensland Lions FC, Brisbane City FC, Western Pride FC und den Central Coast Mariners. Bei den Mariners unterschrieb er Anfang November 2020 seinen ersten Profivertrag. Der Verein aus Gosford spielte in der ersten australischen Liga. 2023 und 2024 feierte er mit dem Verein die australische Meisterschaft. Den AFC Cup gewann er mit dem Verein 2024. Hier konnte man sich im Finale gegen den kirgisischen Verein Abdish-Ata Kant durchsetzen. Nach insgesamt 74 Ligaspielen wechselte er im Juli 2024 zum Ligarivalen Auckland FC.

## Erfolge
Central Coast Mariners
- Australischer Meister: 2022/23, 2023/24
- AFC Cup-Sieger: 2023/24